# Часничниця довгонога
Часничниця довгонога (Xenophrys longipes) — вид земноводних з роду Азійська часничниця родини Megophryidae.

## Опис
Загальна довжина досягає 8—10 см. Загалом схожа на інших азійських часничниць. Відрізняється від інших представників свого роду більш легкою статурою, довгими стрункими ногами, загостреною мордою і більш вираженим темним малюнком.

## Спосіб життя
Полюбляє гірські тропічні ліси на висоті до 1000 м над рівнем моря. Водночас трапляється по берегах річок і струмків. Веде наземний спосіб життя, проводячи день зарившись у листову підстилку і виходячи на полювання вночі. Харчується наземними безхребетними, чатуючи здобич із засідки.
Це яйцекладна амфібія.

## Розповсюдження
Поширена у Таїланді, Камбоджі, В'єтнамі та на заході Малайзії.